# Helena Blavatsky
Helena Blavatsky (oroszul: Еле́на Петро́вна Блава́тская; magyaros átírásban Jelena Petrovna Blavatszkaja) (Jekatyerinoszlav, Orosz Birodalom, 1831. július 31. – London, 1891. május 8.) orosz teozófus, írónő, a Teozófiai Társulat fő alapítója.

## Élete

### Gyermekkora
Jelena Petrovna Hahn (oroszul: Елена Петровна Ган) néven 1831-ben született az Orosz Birodalomhoz tartozó Jekatyerinoszlavban (ma: Dnyipro, Ukrajna), nemesi család sarjaként. Apja, Peter von Hahn nevű balti, német származású ezredes. Édesanyja (szül. Jelena Andrejevna Fagyejeva), aki orosz hercegi családok leszármazottja, második gyermeke, Vera szülésekor vesztette életét. (Helena ekkor tizenegy éves volt. )
Saját állítása szerint a szülővárosában élt egy okkult tudományú öregasszony, aki megjósolta a saját halálának idejét és azt, hogy nyomban újra megtestesül. Abban az órában, amikor meghalt, született ő – e különös történetet az anyjától hallotta.
Vizionárius képzeletének szülöttei már gyermekkorában élő alakokként vették körül. Beszélt olyan félelmetes, szúrós szemekről, amelyek állandóan kísérik, üldözik, úgy, hogy néha szinte eszméletét vesztette miattuk. Szuggesztív hatása sokszor megigézte a környezetét, és a család cselédsége boszorkányt látott benne.
Atyja nem sokat törődött a nevelésével, de később, kalandos élete során anyagilag támogatta. Anyja halála után leginkább nagyszülei nevelték fel, akik nyugatias, úri nevelést biztosítottak neki, ugyanakkor hisztérikus rohamai miatt nem lehetett rendszeres oktatást biztosítani számára kiemelkedő intelligenciája ellenére. Családtagjai később felidéztek számos szokatlan, spirituális jelenséget Jelenával kapcsolatban, s kiemelték engedetlenségét és a lovaglás iránti szenvedélyét. Viszonylag korán kezdett érdeklődni az ezoterikus kérdések iránt és elmerült nagyapja, Pavel Dolgorukov herceg okkultista könyvtárában. A herceg maga szabadkőműves volt, és talán ez a forrása korai műveiben az erős szabadkőműves befolyásnak.
Amikor Jelena nagyapját kinevezték Grúzia kormányzójának, nagyszüleivel ő is Tifliszbe költözött. Tizenhét évesen hozzáadták a nálánál jóval idősebb Nyikifor Blavatszkij tábornokhoz (Sinnett szerint, aki Jelena nagynénjének elbeszélésére támaszkodott, a lány vette rá a tábornokot, hogy kérje feleségül, mert fogadást kötött nevelőnőjével, hogy rossz természete ellenére is tud férjet szerezni magának), Grúzia kormányzóhelyetteséhez, akitől három hónapnyi viharos együttélés után megszökött. 
Az elkövetkezendő 25 év rekonstruálására kizárólag saját, gyakran ellentmondásos vallomásai állnak rendelkezésre, így lehetetlen a pontos tények megállapítása.

### Az utazások időszaka

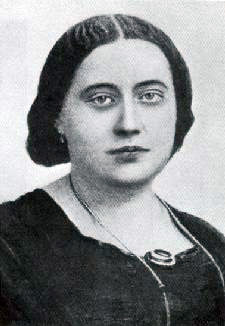
Blavatsky az 1850-es években

Életének ezen időszakáról kevés feljegyzés áll rendelkezésre, annyi bizonyos, hogy rengeteget utazott (Európa, Közel- és Távol-Kelet, India, Tibet), s különböző okkult tanítók irányítása alatt elmélyedt a titkos tanok megismerésében. 1850-ben együttműködött a kopt Paulos Mentamonnal, Kairóban. Ezután Görögországban járt, majd Londonban zongoraórák adásából tartotta el magát. Emellett látogatta a spiritiszta köröket és tagja lett az Ifjú Európa forradalmi társaságának. Itt történt, hogy, elmondása szerint, találkozott egy küldöttség tagjával, akiben Mahatma Morjára, mentorára ismert, aki segítette okkult tanulmányaiban. Ez ellentmondásban áll Blavatsky egy másik történetével, amely szerint egy tibeti utazás alkalmával ismerte meg, ám levelek és más dokumentumok alapján Guénon arra következtetett, hogy Blavatsky valószínűleg 1878-ban utazott először a Távol-Keletre.
1858. táján kibékült apjával és visszatért Oroszországba, ahol egészen 1863-ig maradt, közben meglátogatta férjét is. 1865-ben közeli barátságba került Agadir Metroviccsal, egy magyarországi operaénekessel, aki ugyanakkor a garibaldista szervezet tagja is volt. Garibaldihoz 1866-ban csatlakozott, csatákban is részt vett, ám a mentanai csatában súlyosan megsebesült, ezért kénytelen volt elutazni. Párizsba utazott, ahol megismerkedett Mechallal, aki segített neki továbbfejleszteni okkult képességeit.
1870-'72. között újból Kairóban működött mint spiritiszta, az újra feltűnt Mentamonnal és egy francia házaspár (Coulombék), segítségével megnyitotta a "Csodák klubját", azonban rövidesen el kellett hagynia a várost, mert csalás miatt feljelentették.
Odesszában, 1872. december 26-án Blavatsky felajánlotta szolgálatait az orosz titkosszolgálatnak (azzal érvelt, hogy ismeri Nyugat-Európát, az ottani politikai helyzetet és ismer kormányon lévő és ellenzéki politikusokat), ám a kormány elutasította.

### Pályafutásának csúcspontja

Helena Blavatsky személyes pecsétje, amely magába foglalta a Dávid-csillagot, a szvasztikát és más ősi szimbólumokat

1873-ban az Egyesült Államokba utazott, hogy találkozzon Henry Steel Olcottal, akivel együtt később megalapította a Teozófiai Társulatot. Két évvel később, 1875. április 3-án újra férjhez ment, bár első férje még élt, néhány hónap együttélés során elváltak. A válás során Blavatskyt William Quan Judge képviselte, aki hamarosan a teozófiai mozgalom egyik vezetője lett.
Blavatsky és Olcott még ebben az évben tagja lett a Luxori Hermetikus Testvériség titkos társaságnak. Blavatsky, aki korábban azt állította, hogy inspirációiban egy John King nevű szellem vezette, most már Serapis és Tuitit bégekre hivatkozott, akiket később a teozófiai mozgalom mint Mahatma Morja tanítványait és korábbi mesterek reinkarnációit mutatott be. Ezzel egyidőben Blavatsky határozottan a spiritizmus ellen kezdett fordulni. A szervezet hamarosan kizárta Blavatskyt és Olcottot. 1875. október 20-án megalakult a Spiritualista Nyomozás nevű társaság, amelynek Blavatsky lett a titkára, november 17-én Teozófiai Társulatra változtatták, ezt a nevet a mai napig viseli, ahogy a nemzeti társulatok is (pl. Magyar Teozófiai Társulat).
Miután rövid idő alatt a Társulat húsz vezetőjéből csak három maradt és az új tagok toborzása sem haladt előre, a három megmaradt vezető (Blavatsky, Olcott és Judge), a Társulat központját áthelyezte Indiába, Adyarba. Bár Blavatsky azt állította, hogy hét évet töltött Tibetben, ahol a Mahatmáktól megtanulta az ezoterikus brahmanizmust, Olcott azt írja, hogy Szvámi Dayânanda Sarasvati (ő készítette elő a Társulat Indába költözését, rövid ideig tagja is volt, ám filozófiai viták miatt később kilépett), segített ezt megtanulni, Indiába költözésük után. A Mahatmák mindig is problematikusak voltak Blavatsky munkáiban, részben a saját maga keltette ellentmondások miatt (a Föld más pontjait jelölte meg mint a Titkos Tudás helyét és senkinek sem engedte meg, hogy találkozzon velük), részben, mert a Coulomb házaspár (akik ismét csatlakoztak Blavatskyhoz), valamint egyik első indiai tagjuk, Allan Octavian Hume, hogy a Mahatma levelek mindössze trükkök voltak, s ezt egy későbbi vizsgálat során is fenntartották. Az említett vizsgálat során a Society for Psychical Research, amely a parapszichológiai jelenségeket vizsgált kiküldte egyik tagját, Richard Hodgsont, hogy vizsgálja a Blavatsky és ellenfelei által mondottakat. Hodgson arra a következtetésre jutott, hogy Blavatsky csaló volt, ezzel jelentősen csökkentve a Társulat népszerűségét. 1986-ban azonban Vernon Harrison (ugyancsak a Society tagja) a kézírásra koncentrálva újra megvizsgálta a kéziratokat és arra a következtetésre jutott, hogy az előző vizsgálat elfogult volt és ha Blavatsky írta a leveleket, azokat nem a hamisítás szándékával tette (elképzelhetőnek tartotta, hogy transz állapotában jegyezte le azokat), ennek eredményeként a szervezet bocsánatot kért a korábbi vizsgálat által okozott károkért.
1885-ben Londonba költözött, s ettől kezdve folyamatosan írt az újságokba.
A '80-as években egészségi állapota megrendült. Betegesen elhízott, szívbetegségben szenvedett, valamint reuma és akut vesegyulladás is súlyosbította állapotát. Influenza következtében halt meg 1891. május 8-án, Londonban. Ez a nap a Teozófiai Társulat Fehér Lótusz elnevezésű ünnepe.

## Fő művei
Blavatsky rendkívül termékeny író volt. Fő művei mellett számtalan cikket és levelet írt személyes élményeiről, elméletéről, a Társulat ügyeiről, a teozófia kérdéseiről.
Még 1875 nyarán elkezdte írni első főművét, a Leleplezett Íziszt, amelyben támadta az európai felvilágosodást. Művében alapvetően a középkori és romantikus gnosztikusokra támaszkodott. Állítása szerint 1400 könyvön alapult, de egy másik okkult hívő, William Emmette Coleman, 1895-ben kiadott művében bizonyította, hogy a könyv alapvetően 100 könyv plagizálásából keletkezett. A teozófusok ezt vitatják, ám Bruce F. Campbell 1980-ban megerősítette a plágium létét. A források világosan mutatják, hogy a mű az európai ezoterikus koncepciókból merít, így ezek folytatása.
Blavatsky fő műve A titkos tanítás volt, amelyet részben Londonban, részben Hollandiában írt. A könyv a teozófia első teljes összefoglalását adta. Kijelentése szerint, a világ legrégibb könyve – Dzyan könyve – alapján írta, azonban a Dzyan versekhez írt kommentárokkal való összevetés nem hozott eredményt. Állítása szerint ezt egy tibeti kolostorban őrizték, az európaiak ezért nem ismerték és csak neki mutatták meg. Mai ismereteink szerint Blavatsky könyve nagy képzelőtehetséggel megírt anyag, amely részben különféle okkult források plágiumából keletkezett. Lényegében az európai teozófia okkult koncepcióját írta át keleti terminológiával, néha figyelmen kívül hagyva a hinduizmus és buddhizmus (melyekre alapozta az átírást) jelentős elemeit. Denis Saurat szerint semmi új nincs benne, de a meglévő anyagokat művészi erővel írta át. A könyv hírhedtté is vált, mert erős antiszemita tendenciáira a nácik jelentős mértékben hivatkoztak.

## Hatása
Blavatsky kalandos élete, ideológiája és munkássága nagy hatást gyakorolt korára, különösen az ezoterikus csoportok fejlődésére, de volt politikai hatása (az Indiai Nemzeti Kongresszuson keresztül), hatott a művészetekre és a New Age mozgalmon keresztül korunkra is.
Közvetve, vagy közvetlenül számos híres személyre hatott Blavatsky munkássága :
- Mahátma Gandhi;
- Albert Einstein;
- Thomas Edison;
- Dzsiddu Krisnamúrti;
- William Butler Yeats;
- Vaszilij Kandinszkij;
- Alekszandr Szkrjabin;
- James Joyce;
- T. S. Eliot;
- Henry Miller,
- Sir Arthur Conan Doyle;
- Camille Flammarion;
- Rudolf Steiner;
- Zipernowsky Károly.

## Művei
- A csend hangja
- Leleplezett Ízisz
- A titkos tanítás
- Gyakorlati okkultizmus
- Dzyan könyve

### Magyarul megjelentek
- Töredékek az arany szabályok könyvéből. Naponkénti használatra a Lanuknak (a tanítványoknak); szanszkritból ford., jegyz. Blavatsky P., angolból ford. Gömöry Olivérné Maróthy Margit; Kilián és Kókai, Bp., 1916 (hasonmásbanː Buddhista Misszió, Bp., 1983)
- A Teozófiai Társulat. Gyakorlati útmutató tagok számára; H. P. Blavatsky et al. írásaiból összeáll.; Magyar Teozófiai Társulat, Bp., 192?
- A titkos tanítás. A tudomány, a vallás és a filozófia synthesise; ford. Hennyey Vilmos, Szlemenics Mária; Neuwald Ny., Bp., 1928
- A csend hangja. Töredékek az aranyszabályok könyvéből; szanszkritból ford., jegyz. H. P. Blavatsky, angolból ford. Gömöry Olivérné Maróthy Margit; 2. jav. kiad.; Magyar Teozófiai Társulat, Bp., 1932
- Gyakorlati okkultizmus; ford. Reicher László; Magyar Teozófiai Társulat, Bp., 1992
- Dzyan könyve első részének fordítása H. P. Blavatsky "Titkos tanítás" (The secret doctrine) c. eredeti munkájából vett kivonatos magyarázatokkal; összeáll., ford. Szlemenics Mária és Hennyey Vilmos; Neuwald Illés Utódai Könyvnyomda, Bp., 1924 (hasonmásbanː Magyar Teozófiai Társulat, Bp., 1993)
- A csend hangja és más válogatott töredékek az Arany Szabályok Könyvéből. A tanítványok mindennapi használatára; szanszkritból angolra ford., jegyz. H. P. Blavatsky; Magyar Teozófiai Társulat, Bp., 1993
- Az ezoterikus filozófia alapjai H. P. Blavatsky írásaiból; összeáll., előszó, jegyz. Ianthe H. Hoskins, ford. Labán Etelka; Magyar Teozófiai Társulat, Bp., 1996
- Gyakorlati okkultizmus; ford. Labán Etelka et al.; Magyar Teozófiai Társulat, Bp., 2004
- Titkos tanítás. A tudomány, a vallás és a filozófia szintézise; Magyar Teozófiai Társulat, Bp., 2011–2017
  - 1. Kozmogenézis. A világ teremtése; ford. Szlemenics Mária, Hennyey Vilmos, átdolg. Szabari János, jegyz. Reicher László; 2011
  - 2. A jelképrendszer fejlődése; ford. Szlemenics Mária, Hennyey Vilmos, átdolg. Szabari János; 2012
  - 3. Az okkult és a modern tudomány; ford. Miskolczi Gábor, Szabari János; 2013
  - 4/A-B Antropogenézis. Az ember teremtése; ford. Harry Györgyné, átdolg. Szabari János; 2014
  - 5. A világvallások ősi jelképrendszere; ford. Harry Györgyné, Solymos Béláné, átdolg. Szabari János; 2015
  - 6. A tudomány szemben a titkos tanítással; ford. Szabari János; 2016
  - 7/A-B Nagy tanítók, ősi tanítások; ford. Szabari János; 2017

## Külső hivatkozások
- A teozófia nagy tanítói – Blavatsky
- Letölthető művek magyarul